# Pregiudizio sistemico
Il termine "pregiudizio sistemico" è un neologismo usato per descrivere un pregiudizio che è endemico o inerente ad un sistema, specialmente un sistema umano. Il problema analogo nei sistemi non umani viene spesso chiamato errore sistematico.
Quando viene usato in opposizione a errore casuale, in quanto non è solo una questione di letture o risultati inaccurati, ma di risultati che sono persistentemente inaccurati in una particolare direzione, viene più comunemente usato il termine pregiudizio sistematico o errore sistematico. Alcuni tra quelli che usano la frase cercano di fare una distinzione tra sistemico e sistematico, che corrisponde alla distinzione tra non pianificato e pianificato, o tra ciò che sorge dalle caratteristiche di un sistema e ciò che è dovuto ad una pecca individuale.

## Il pregiudizio nelle istituzioni umane
Ci si potrebbe riferire, ad esempio, al pregiudizio sistemico, sistematico o istituzionale, cioè di una particolare istituzione, nello sminuire i contributi delle donne o delle minoranze etniche. In particolare, un concorso di poesia che è stato sempre vinto da uomini bianchi, sarebbe soggetto ad un ragionevole sospetto di pregiudizio, se non c'è nessuna ragione inerente per cui gli uomini bianchi sarebbero poeti migliori. Un tale tipo di pregiudizio da parte dei partecipanti potrebbe essere deliberato o completamente inconscio.
Il succitato concorso di poesia potrebbe avere una giuria composta da un insieme di vincitori passati: dopo tutto, chi meglio di qualcuno che ha già vinto potrebbe giudicare? Comunque, potrebbe essere che oltre a scegliere in base alle capacità poetiche, essi siano inclini a scegliere persone con cui condividono dei valori, sia riguardo alla poesia, che su altre materie, producendo così una serie continua di vincitori che sono poeti maschi bianchi. In questo caso il pregiudizio potrebbe sorgere da una difesa conscia o inconscia di interessi di genere e razza, o semplicemente da un punto di vista condiviso; in entrambi i casi, ciò risulta in una rappresentazione pregiudizievole della realtà che stanno descrivendo in termini di qualità dei poeti e della poesia.
D'altra parte questo stesso esempio è a sua volta prova di un pregiudizio sistemico, poiché presuppone che singoli individui ricadenti nella categoria "maschi bianchi" abbiano, tutti od in maniera preponderante, gli stessi valori e che questi non possano condividere con persone esterne i medesimi valori, in altre parole, mentre insinua una visione classista da parte dei giudici la assume, ma in senso opposto. Come si può notare, dunque, alcuni presunti pregiudizi possono essere individuati soltanto in base ad altri presunti pregiudizi.
Poiché il pregiudizio cognitivo è inerente alle esperienze, alla lealtà e alle relazioni delle persone nella loro vita quotidiana, non può essere eliminato con l'educazione o l'addestramento, ma la consapevolezza dei pregiudizi può essere migliorata, permettendo l'adozione di meccanismi di correzione compensanti. Ad esempio, la teoria dietro alla cosiddetta "azione positiva" negli Stati Uniti, è precisamente quella di contrastare i pregiudizi in materia di sesso, razza ed etnia, aprendo la partecipazione istituzionale a persone con un ampio ventaglio di retroterra culturali, e quindi presumibilmente ad un più ampio spettro di punti di vista. In India il sistema delle caste e tribù pianificate era inteso a indirizzare il pregiudizio sistemico all'interno del sistema delle caste. Similmente allì"azione positiva", richiedeva l'assunzione di persone appartenenti a determinati gruppi.